# 冯娄村站
冯娄村站是杭州地铁8号线的一个站点，位于中华人民共和国浙江省杭州市钱塘区新湾街道河景路与义蓬东二路交叉口西侧，冯娄村北侧。2021年6月28日随8号线开通。

## 结构
车站为地下二层岛式站台，沿河景路东西向布置。车站有效站台宽度12.6米，总建筑面积13651平方米，设有3个出入口。远期将接驳铁路钱塘站。

### 楼层分布
| 1层  | 地面               | 出入口                                     |  |  |
| -1层 | 站厅               | 自动售票机、客服中心、安检通道、车站控制室 |  |  |
| -2层 |                    | █ 8号线 往文海南路（仓北村）               |  |  |
|      | 岛式站台，左侧开门 |                                            |  |  |
|      |                    | █ 8号线 往新湾路（新湾路）                 |  |  |

## 设计
冯娄村站以“未来城市”设计理念进行装饰。车站吊顶采用类似隧道壁的拱形设计，站厅内灯光每隔一段时间会发生颜色改变，呈现出隧道延伸的景象。
- 站厅
- 站台
- 大字壁